# Aerodramus palawanensis
Aerodramus palawanensis é uma subespécie de ave da família Apodidae. Alguns autores consideram-na uma espécie própria. É endémica das Filipinas.
Os seus habitats naturais são: florestas subtropicais ou tropicais húmidas de baixa altitude.